# 15118 Elizabethsears
A 15118 Elizabethsears (ideiglenes jelöléssel 2000 DP82) a Naprendszer kisbolygóövében található aszteroida. A LINEAR projekt keretében fedezték fel 2000. február 28-án.